# Alosimus crabrerai
Alosimus crabrerai is een keversoort uit de familie van oliekevers (Meloidae). De wetenschappelijke naam van de soort is voor het eerst geldig gepubliceerd in 1923 door Escalera.